# Gemini 2
Die Gemini-Titan-Mission 2 (GT-2) war der unbemannte Start eines Gemini-Raumschiffs mit der Titan-Trägerrakete am 19. Januar 1965 um 9:04 Uhr EST von Cape Canaveral.
Das primäre Missionsziel war der Wiedereintrittstest des Gemini-Raumschiffs in die Erdatmosphäre. Dazu genügte ein ballistischer Kurzflug.
Nachdem im April 1964 die Ergebnisse der erfolgreichen GT-1-Mission vorlagen, war die NASA zuversichtlich, spätestens im November desselben Jahres die erste bemannte Gemini Mission ins All schicken zu können. Dazwischen war der Wiedereintrittstest der GT-2-Mission auf den 24. August datiert worden.
Ende Juli wurde die Trägerrakete auf dem Abschussplatz 19 in Cape Canaveral aufgerichtet, zusammenmontiert und an das externe Stromnetz angeschlossen.
Mitte August 1964 wurden alle weiteren Tests für die GT-2-Mission abgebrochen. Augenzeugen berichteten von einem möglicherweise stattgefundenen, heftigen Blitzeinschlag in oder am Startturm Nr. 19. Eine umfangreiche Untersuchung wurde eingeleitet, aber Schäden und Beweise für einen direkten Blitzeinschlag konnten nicht gefunden werden. Anfang September erfolgte wieder die Freigabe.
Zum Leidwesen der NASA-Techniker zog Ende August auch noch der Hurrikan Cleo über Cape Canaveral. Als die Vorhersage für Anfang September auch noch die Hurrikans Dora und Ethel ankündigte, wurde die schon aufgebaute Gemini-Titan-Kombination wieder abgebaut und konnte erst ab dem 18. September wieder errichtet werden.
Der Countdown für den Start der GT-2 Mission wurde am 9. Dezember 1964 eine Sekunde nach Zündung der Haupttriebwerke abgebrochen, da die automatische Kontrolleinheit den Abfall von hydraulischem Druck im Steuerungssystem der ersten Stufe feststellte.
Die Mission wurde dann aber fehlerfrei am 19. Januar 1965 durchgeführt. Der ballistische Flug brachte Gemini 2 in eine Höhe von 171 km. 18 Minuten und 16 Sekunden nach dem Start wasserte die Landekapsel im Südatlantik 3419 km vom Startpunkt entfernt und wurde vom Flugzeugträger Lake Champlain geborgen. Damit war der Test des Hitzeschilds abgeschlossen.

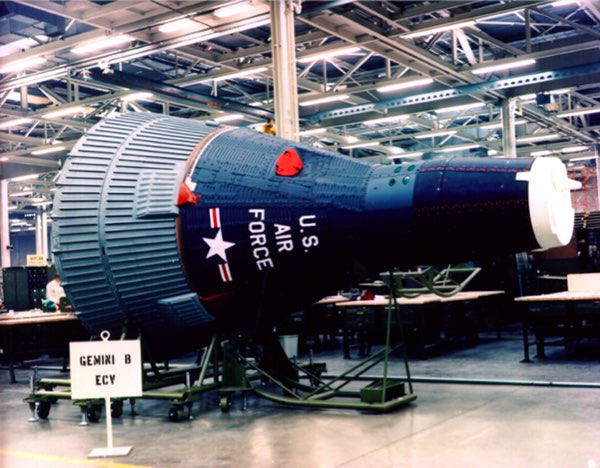
Gemini 2 nach dem Umbau zum Gemini-B-Raumschiff

Das Gemini-2-Raumschiff wurde nach seinem Flug aufgearbeitet und mit einer Luke im Hitzeschild versehen, um als Prototyp für das Gemini-B-Raumschiff zu dienen, das für das MOL-Projekt benötigt wurde. In dieser Konfiguration wurde es am 3. November 1966 mit einer Titan-IIIC-Rakete erneut auf einen suborbitalen Flug gestartet.